# Karl Reichenbach
Karl (Carl) Reichenbach, nome completo Karl Ludwig Freiherr von Reichenbach (Stoccarda, 12 febbraio 1788 – Lipsia, 19 gennaio 1869), è stato uno scienziato tedesco.
Illustre chimico, geologo, metallurgista, naturalista, imprenditore industriale, filosofo, fu membro della prestigiosa Accademia Prussiana delle Scienze.
Reichenbach è meglio noto per la scoperta di svariati prodotti chimici economicamente rilevanti, come il creosoto e il fenolo (antisettici), la paraffina, il pittacal (il primo colorante sintetico), e altri.
Reichenbach dedicò gli ultimi anni della sua vita a un'ipotetica nuova energia emanata da tutti gli esseri viventi, che egli chiamò forza Odica.

## Biografia
Reichenbach frequentò l'Università di Tubinga, dove ottenne il grado di dottore in filosofia. A 16 anni concepì l'idea di stabilire un nuovo stato tedesco in una delle isole dei mari del Sud,e per cinque anni dedicò se stesso a questo progetto. Egli formò una vasta società segreta a Württemberg, che fu soppressa dalle autorità francesi per il sospetto che i suoi veri obbiettivi fossero politici. Reichenbach fu arrestato e imprigionato per qualche mese.
Successivamente dirigendo la sua attenzione alla applicazione della scienza all'industria, visitò gran parte delle fabbriche e delle fonderie della Francia e della Germania, e fondò la prima compagnia metallurgica moderna, di sua proprietà, nella regione di Villingen e Hausach nella Foresta Nera nel sud della Germania, e successivamente a Baden. Nel 1821, assieme al Conte Hugo di Salm, iniziò un'ampia serie di produzioni a Blansko, in Moravia, dalle quali presto guadagnò una notevole fortuna economica. Pressappoco in quel periodo il Re di Württemberg gli conferì il titolo di barone (Freiherr in tedesco).
Il castello del Barone von Reichenbach, a Reisenberg fu dotato di una vasta libreria scientifica, e di diverse collezioni scientifiche, inclusa una delle migliori raccolte al mondo di meteoriti, e del grande erbario di Sieber.

## Contributi scientifici
Reichenbach condusse originali indagini scientifiche in molti campi. La prima monografia geologica che apparve in Austria fu la sua Geologische Mitteilungen aus Mähren (Vienna, 1834). 
La sua posizione di capo della grande industria chimica, del ferro, delle fornaci e delle macchine utensili gli assicurò ottime opportunità di condurre ricerche sperimentali su vasta scala. Dal 1830 al 1834 investigò i complessi prodotti della distillazione di sostanze organiche come il carbone, il legno e il catrame, scoprendo numerosi e utili idrocarburi complessi, come il creosoto (disinfettante), la paraffina, l'eupione, il fenolo (antisettico, anche detto acido fenico), il pittacal e il cidreret (coloranti), il picamar (una base per profumi), l'assamar (la sostanza gialla e amara che si sviluppa dalla cottura eccessiva delle carni), il capnomor (un olio odoroso), e altri. Sotto il nome di eupione Reichenbach incluse la mistura di idrocarburi oleosi oggi noti come paraffine cerose o olii di carbone. Descrivendo tale sostanza nei suoi quaderni, pubblicati per la prima volta nel Neues Jahrbuch der Chemie und Physik, B, ii, egli si soffermò sull'importanza economica di questa paraffina e delle altre sostanze associate, benché non fosse ancora stato individuato un modo economicamente conveniente per separarle dai composti bituminosi. Reichenbach è stato inoltre il fondatore della moderna classificazione dei meteoriti, in base al loro contenuto e alla loro struttura.

## La forza Odica
Per un'esposizione dettagliata vedi voce principale forza Odica
Nel 1839 von Reichenbach si ritirò dall'industria e iniziò un'indagine sulla patologia del sistema nervoso umano. Egli studiò la nevrastenia, il sonnambulismo, l'isteria e le fobie, dando credito ai rapporti che sostenevano che tali condizioni fossero influenzate dalla luna. Dopo aver intervistato molti pazienti, egli escluse molte cause e cure, ma concluse che tali malattie tendevano ad affliggere le persone con facoltà sensoriali insolitamente vivide, che egli definì "sensitive".
Influenzato dai lavori di Franz Anton Mesmer, Reichenbach ipotizzò inizialmente che la condizione di "mesmerizzazione" (nelle descrizioni dell'epoca abbastanza diversa rispetto a quella prodotta tramite l'ipnosi moderna), potesse essere influenzata dall'elettromagnetismo ambientale. In seguito però le sue investigazioni lo portarono a ipotizzare una nuova imponderabile forza, in qualche modo collegata al magnetismo, che egli pensò fosse un'emanazione della materia stessa, una sorta di "principio vitale" che permea e connette tutte le cose viventi. A queste manifestazioni del vitalismo egli diede il nome di forza Odica"..

## Lavori
- Das Kreosot (1833)
- Geologische Mitteilungen aus Mähren (Geological and physiological news from Moravia) (1834)
- Physikalisch-physiologische Untersuchungen über die Dynamide des Magnetismus (1840)
- Wer is sensitive, wer nicht? (Who is sensitive, who is not?) (1856)
- Odisch-Magnetische Briefe (Odic-magnetic letters) (1852)
- Der sensitive Mensch und sein Verhalten zum Ode (The sensitive human and his behaviour towards Od) (1854)
- Odische Erweiterungen (1856)
- Köhierglaube und Afterwissenschaft (1856)
- Aphorismen über Sensibilität und Od (Aphorisms on Sensitivity and Od) (1866)
- Die Odische Lohe (1867).

In italiano
- L'energia odica: lettere sull'OD e il magnetismo. Roma, Omphi Labs, 2013.